# Ярославка (Крым)
Яросла́вка (до 1948 года Чонгурчи́ Тата́рские; укр. Ярославка, крымскотат. Tatar  Çoñğurçı, Татар Чонъгъурчы) — исчезнувшее село в Черноморском районе Республики Крым, располагавшееся на северо-востоке района, в степной части Крыма, примерно в 1 километре северо-западнее современного села Задорное.

### Динамика численности населения
| - 1806 год — 157 чел. - 1864 год — 113 чел. - 1889 год — 113 чел. - 1892 год — 66 чел. - 1900 год — 243 чел. | - 1915 год — 99/9 чел. - 1926 год — 121 чел. - 1939 год — 123 чел. - 1989 год — 203 чел. |

## История
Селение впервые упоминается в 1597 году, вновь встречается в Камеральном Описании Крыма… 1784 года, судя по которому, в последний период Крымского ханства Джаммалтжи  входил в Мангытский кадылык Козловскаго каймаканства. После присоединения Крыма к России (8) 19 апреля 1783 года, (8) 19 февраля 1784 года, именным указом Екатерины II сенату, на территории бывшего Крымского ханства была образована Таврическая область и деревня была приписана к Евпаторийскому уезду. После павловских реформ, с 1796 по 1802 год входила в Акмечетский уезд Новороссийской губернии. По новому административному делению, после создания 8 (20) октября 1802 года Таврической губернии, Чоргунчи был включён в состав Яшпетской волости Евпаторийского уезда.
По Ведомости о волостях и селениях, в Евпаторийском уезде с показанием числа дворов и душ… от 19 апреля 1806 года, в деревне Чоргунчи числилось 18 дворов, 156 крымских татар и 1 ясыр. На военно-топографической карте генерал-майора Мухина 1817 года деревня Коп койчунгурчу обозначена с 26 дворами. После реформы волостного деления 1829 года Чоргунчи, согласно «Ведомости о казённых волостях Таврической губернии 1829 года» остался в составе Яшпекской волости. На карте 1836 года в деревне 30 дворов, как и на карте 1842 года.
В 1860-х годах, после земской реформы Александра II, деревню приписали к Курман-Аджинской волости. В «Списке населённых мест Таврической губернии по сведениям 1864 года», составленном по результатам VIII ревизии 1864 года, Чонгурчи — казённая русская деревня, с 20 дворами и 113 жителями при колодцахъ. По обследованиям профессора А. Н. Козловского 1867 года, вода в колодцах деревни Бой-Эли-Чоргунги была пресная, а их глубина колебалась от 42 до 30 саженей (42—64 м). На трехверстовой карте 1865—1876 года в деревне Чунгурчи обозначено 13 дворов. В «Памятной книге Таврической губернии 1889 года», по результатам Х ревизии 1887 года, в деревне Чонгурчи числилось 19 дворов и 113 жителей. Согласно «…Памятной книжке Таврической губернии на 1892 год», в деревне Чонгурчи, входившей в Отузский участок, было 66 жителей в 10 домохозяйствах
Земская реформа 1890-х годов в Евпаторийском уезде прошла после 1892 года, в результате Чонгучи приписали к Агайской волости.
По «…Памятной книжке Таврической губернии на 1900 год» в деревне числилось 243 жителя в 31 дворе. По Статистическому справочнику Таврической губернии. Ч.II-я. Статистический очерк, выпуск пятый Евпаторийский уезд, 1915 год, в деревне Чонгурчи татарский Агайской волости Евпаторийского уезда числилось 18 дворов с татарским населением в количестве 99 человек приписных жителей и 9 — «посторонних».
После установления в Крыму Советской власти, по постановлению Крымревкома от 8 января 1921 года № 206 «Об изменении административных границ» была упразднена волостная система и в составе Евпаторийского уезда был образован Бакальский район, в который включили село, а в 1922 году уезды получили название округов. 11 октября 1923 года, согласно постановлению ВЦИК, в административное деление Крымской АССР были внесены изменения, в результате которых округа были отменены, Бакальский район упразднён и село вошло в состав Евпаторийского района. Согласно Списку населённых пунктов Крымской АССР по Всесоюзной переписи 17 декабря 1926 года, в селе Чонгурчи (татарский), Агайского сельсовета Евпаторийского района, числилось 23 двора, из них 22 крестьянских, население составляло 121 человек, из них 68 татар и 53 русских. По постановлению КрымЦИКа от 30 октября 1930 года «О реорганизации сети районов Крымской АССР», был восстановлен Ак-Мечетский район (по другим данным 15 сентября 1931 года) и село включили в его состав. По данным всесоюзная перепись населения 1939 года в селе проживало 123 человека.
В 1944 году, после освобождения Крыма от фашистов, согласно Постановлению ГКО № 5859 от 11 мая 1944 года, 18 мая крымские татары были депортированы в Среднюю Азию. С 25 июня 1946 года Чонгурчи в составе Крымской области РСФСР. Указом Президиума Верховного Совета РСФСР от 18 мая 1948 года, Чонгурчи татарские переименовали в Ярославку. 26 апреля 1954 года Крымская область была передана из состава РСФСР в состав УССР. С начала 1950-х годов, в ходе второй волны переселения (в свете постановления № ГОКО-6372с «О переселении колхозников в районы Крыма»), в Черноморский район приезжали переселенцы из различных областей Украины. Время включения в Кировский сельсовет пока не установлено: на 15 июня 1960 года Ярославка уже числилась в его составе. По данным переписи 1989 года в селе проживало 203 человека. Ликвидировано в период между 1968 годом, когда село ещё числилось в составе Кировского сельсовета и 1977-м, когда Ярославка уже числились в списке упразднённых.